# Wakefield (pel·lícula)
Wakefield és una pel·lícula de comèdia dramàtica nord-americana del 2016 escrita i dirigida per Robin Swicord i protagonitzada per Bryan Cranston i Jennifer Garner. Es basa en el conte homònim de 2008 d'E. L. Doctorow publicat a The New Yorker, que al seu torn es va inspirar en la història homònima de 1835 de Nathaniel Hawthorne.
La pel·lícula es va estrenar al Telluride Film Festival el 2 de setembre de 2016 i es va estrenar als Estats Units el 19 de maig de 2017. Ha estat doblada i subtitulada al català.

## Sinopsi
Un home estressat i fart de la seva monòtona vida decideix abandonar a la seva família per a viure en l'àtic de la seva casa durant mesos sense que ningú el sàpiga, considerant-li tant la policia com la seva família una persona "desapareguda".

## Repartiment
- Bryan Cranston com a Howard Wakefield[3]
- Jennifer Garner com a Diana Wakefield[4]
- Beverly D'Angelo com a Babs, la mare de Diana
- Jason O'Mara com a Dirk Morrison, antic amic d'en Howard i exparella de la Diana
- Ian Anthony Dale com a Ben Jacobs, un advocat del despatx d'en Howard
- Alexander Zale com el Dr. Sondervan, el veí del costat dels Wakefields
- Pippa Bennett-Warner com a Emily, la sala de discapacitats mentals del Dr. Sondervan
- Isaac Leyva com a Herbert, discapacitat mental de la sala del Dr. Sondervan
- Ellery Sprayberry com a Giselle Wakefield, la filla adolescent de Howard i Diana
- Victoria Bruno com Taylor Wakefield, la filla adolescent de Howard i Diana
- Tracey Walter com a home sense llar